# Kiev
För andra betydelser, se Kiev (olika betydelser).
Kiev (ukrainska:  Київ, Kyjiv, uttal: [ˈkɪjiu̯]
 ( lyssna); ryska: Киев, Kijev, uttal: [ˈkʲijɪf]
 ( lyssna)) är huvudstaden och den största staden i Ukraina. Den är belägen i den centrala norra delen av landet vid floden Dnepr, och folkmängden uppgår till 2 952 301  (2022-01-01) invånare. Kiev är en egen administrativ enhet under statligt direktstyre och ingår därför inte i något av landets oblast. Den fungerar däremot som administrativ huvudort för Kiev oblast, som är det oblast som omger staden.
Kiev är ett viktigt industriellt, vetenskapligt, pedagogiskt och kulturellt centrum i Östeuropa. Det är platsen för många högteknologiska industrier, högskolor men även historiska minnesmärken. Staden har en omfattande infrastruktur och ett väl utvecklat kollektivtrafiksystem, däribland Kievs tunnelbana. Kiev klassificerades 2004 som en beta-världsstad.

## Namn
Kiev skrivs på ukrainska Київ med det ukrainska kyrilliska alfabetet, vilket translittereras Kyjiv på svenska. På ryska, vilket är modersmål för knappt 30 % av Ukrainas befolkning, skrivs namnet Киев, vilket på svenska translittereras Kijev. Det ukrainska namnet Kyjiv uttalas på ukrainska [ˈkɪjiu̯]
 ( lyssna), och det ryska namnet Kijev uttalas på ryska [ˈkʲijɪf]
 ( lyssna). 
Namnet skrevs på 1400-talet på ukrainska som Києвъ och är av omtvistat ursprung. Namnet går förmodligen tillbaka på den urslaviska roten *kyjъ(’klubba, pinne, påle, hammare’), traditionellt kopplat till den legendariska personen Kyj, men som eventuellt snarare ska tolkas som ’palissaderad boplats’.
Kiev var en välbesökt stad av nordiska krigare och köpmän under vikingatiden och kallades på fornnordiska för Kǿnugarðr, vilket ibland anpassas till modern svenska som Könugård.

### Stavning
Av tradition stavas namnet Kiev på svenska och på många andra språk i Europa – en stavning som i grunden är baserad på den ryska stavningen Киев (Kijev). I oktober 1995 beslutade man i Ukraina att landets officiella translitterering av Київ skulle vara Kyiv, baserat på den ukrainska stavningen. I april 2012 ändrade Europeiska unionen stavningen från Kiev till Kyiv i engelskspråkiga sammanhang.
På svenska aktualiserades stavningen av staden efter Rysslands invasion av Ukraina 2022. På svenska har stilguider som Svenska skrivregler och TT-språket generellt rekommenderat ukrainsk translitterering för ukrainska geografiska namn, med undantag av vissa namn som av tradition använder en på svenska etablerad, ursprungligen ryskbaserad translitterering, såsom Kiev.
Språkrådet publicerade i slutet av februari 2022 ett stavningsråd baserat på en rekommendation från Mediespråksgruppen som är ”en sammanslutning av språkansvariga på ett flertal svenska medieföretag”. Detta stavningsråd var att fortsätta med stavningen Kiev på svenska.

## Historia
Kiev är en av de äldsta städerna i Östeuropa. Den har genomgått flera stadier, både stadier av stor betydelse för omgivningen och stadier av relativ obemärkthet. Staden grundades möjligen under 400-talet som en handelsplats mellan Konstantinopel och Skandinavien, kanske som en del av slavernas land. Den gotiske historikern Jordanes kan ha kallat bosättningen Danapirstadir. Kring 700-talets början anlade handelsresande khazarer staden Kiev vid floden Dnepr och staden var under 700- och 800-talen en utpost i det khazariska riket.

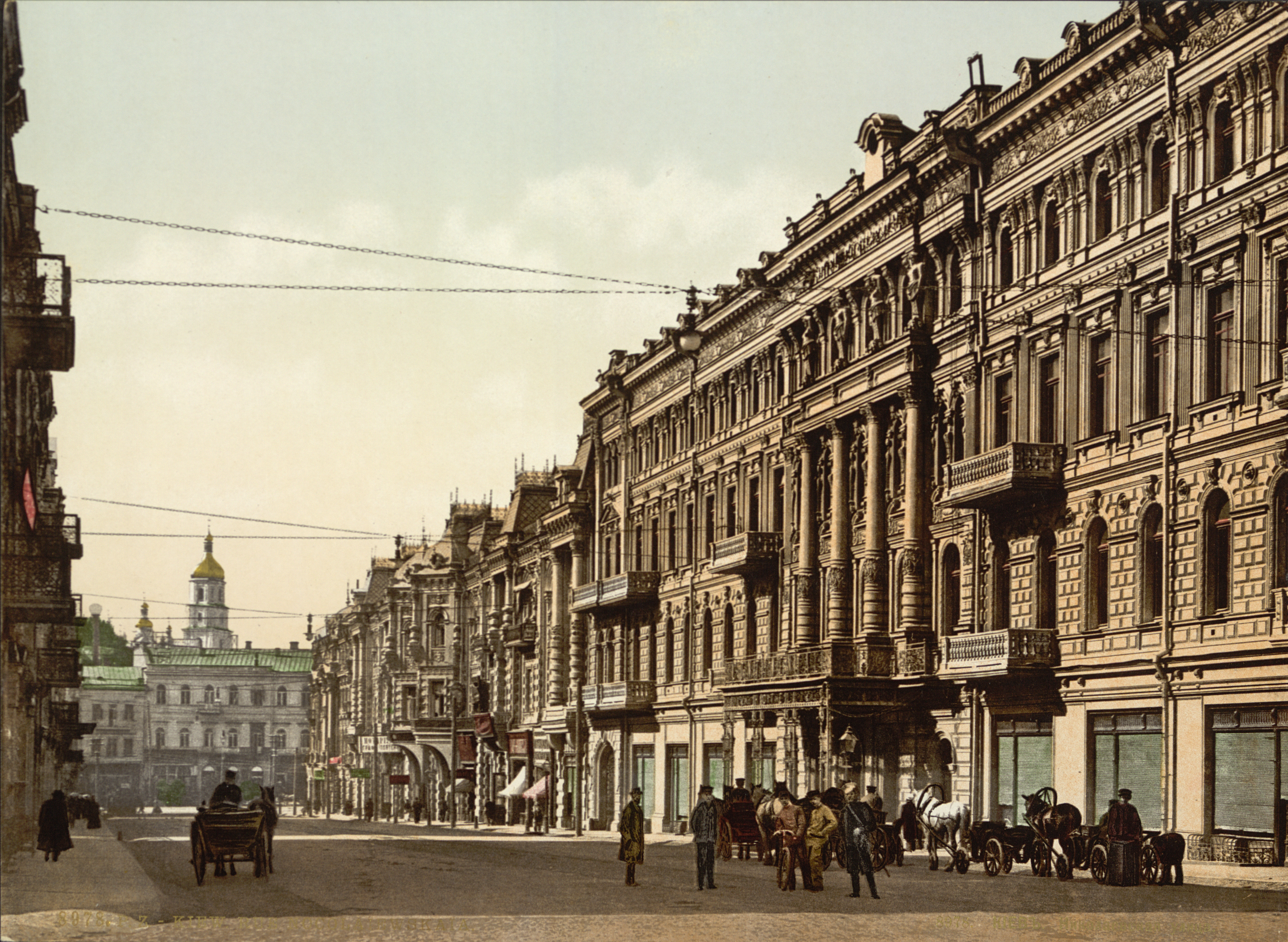
Kiev under slutet av 1800-talet.

Staden förvärvade successivt höjd som centrum för den östslaviska civilisationen. År 882 blev Kiev storfurstendömets huvudstad under Oleg av Kiev (ibland kallad Oleg av Novgorod). Ett samhälle bestående av khazarer, men även slaver, skandinaver och ungrare, växte sig mäktigt. När slaverna erövrade området blev den kallad Kyjiv. Nordmännen kallade staden för Könugård. Utgrävningsresultat har visat att Kiev, eller en föregångare till staden, fanns redan på 600-talet, och vissa rön tyder på att dess anor kan finnas flera sekler längre bakåt i tiden. Sedan skandinaviska krigare och köpmän etablerat sig på platsen och lierat sig med lokala stormän upplevde Kiev, vars befolkningsmajoritet hela tiden var östslavisk, en storhetstid från slutet av 800-talet till 1100-talet.
År 1019 gifte sig då regerande storfursten Jaroslav I med Olof Skötkonungs dotter Ingegerd (Inna). Kiev förstördes 1240 helt av en mongolhord under Batu Khan och miste därefter i flera århundraden det mesta av sitt inflytande. Den kom att vara en provinshuvudstad av marginell betydelse i utkanten av de områden som kontrolleras av sina mäktiga grannar, först Storfurstendömet Litauen, följt av Polen och Ryssland.
År 1320 erövrades staden av Litauen och 1362 införlivades staden med omnejd i storhertigdömet Litauen. Från 1569 blev det del av Polen-Litauen, och staden blev huvudstad i vojvodskapet Kiev, som ställdes under den polska kronan. År 1687 tillföll staden Ryssland. Den förblev en mindre provinsort fram till den ryska industriella revolutionen i slutet av 1800-talet.
År 1834 grundades universitetet i staden. Efter ryska revolutionen blev Kiev en kort tid huvudstad i en självständig ukrainsk stat. Efter att den Ukrainska folkrepubliken förklarat sig självständigt från det ryska väldet 1921 införlivades dock området med det blivande Sovjetunionen. Från 1921 och framåt var Kiev en viktig stad i Ukrainska SSR, och från 1934 var den dess huvudstad efter att den ersatt Charkov. Inom Sovjetunionen var Kiev den tredje största staden efter Moskva och Leningrad.
Under andra världskriget drabbades staden åter av betydande förstörelse, men den återhämtade sig under efterkrigstiden snabbt. Efter Sovjetunionens fall och den ukrainska självständigheten 1991, blev Kiev huvudstaden i Ukraina.

## Geografi och klimat
Kiev är byggt på båda sidorna av floden Dnepr (Dnipro) som flyter hela vägen ner till Svarta havet. I Kiev råder inlandsklimat, vilket medför heta somrar och kalla vintrar. De varmaste månaderna är juni, juli och augusti då temperaturen ligger mellan 20 och 30 °C. Snö är vanligast mellan november och mars då temperaturen kan sjunka ända ner till −20 °C. Den högsta temperatur som någonsin uppmätts i Kiev inträffade den 31 juli 1936 och var 39,4 °C. Den lägsta temperaturen inträffade den 7 och 9 februari 1929 och var −32,2 °C.
Uppmätta normala temperaturer och -nederbörd i Kiev:
|                                            | Jan  | Feb  | Mar  | Apr  | Maj  | Jun  | Jul  | Aug  | Sep  | Okt  | Nov  | Dec  |
| ------------------------------------------ | ---- | ---- | ---- | ---- | ---- | ---- | ---- | ---- | ---- | ---- | ---- | ---- |
| Normaldygnets maximitemperaturs medelvärde | −0,9 | 0    | 5,6  | 14,0 | 20,7 | 23,5 | 25,6 | 24,9 | 19,0 | 12,5 | 4,6  | 0    |
| Normaldygnets minimitemperaturs medelvärde | −5,8 | −5,7 | −1,4 | 5,1  | 10,8 | 14,2 | 16,1 | 15,2 | 10,2 | 4,9  | −0,3 | −4,6 |
|                                            |      |      |      |      |      |      |      |      |      |      |      |      |
| Nederbörd                                  | 36   | 39   | 37   | 46   | 57   | 82   | 71   | 60   | 57   | 41   | 50   | 45   |

| Diagram | temperaturer i °C • månadsnederbörd i mm | temperaturer i °C • månadsnederbörd i mm | temperaturer i °C • månadsnederbörd i mm | temperaturer i °C • månadsnederbörd i mm | temperaturer i °C • månadsnederbörd i mm | temperaturer i °C • månadsnederbörd i mm | temperaturer i °C • månadsnederbörd i mm | temperaturer i °C • månadsnederbörd i mm | temperaturer i °C • månadsnederbörd i mm | temperaturer i °C • månadsnederbörd i mm | temperaturer i °C • månadsnederbörd i mm | temperaturer i °C • månadsnederbörd i mm |
|         | 36 -1 -6                                 | 39 0 -6                                  | 37 6 -1                                  | 46 14 5                                  | 57 21 11                                 | 82 24 14                                 | 71 26 16                                 | 60 25 15                                 | 57 19 10                                 | 41 13 5                                  | 50 5 -0                                  | 45 0 -5                                  |

## Demografi
Folkmängden uppgick till 2 814 258 invånare i början av 2012. Till etniciteten är 82,2 % ukrainare, 13,1 % ryssar, 0,7 % judar, 0,6 % belarusier, 0,3 % polacker, 0,2 % armenier, 0,1 % azerer, 0,1 % tatarer, 0,1 % georgier och 0,1 % moldavier.[källa behövs]

## Transporter
Kiev har två internationella flygplatser varav den största heter Boryspil och den lite mindre med mer fokus på inrikesflyg heter Zjuljany.
Staden är en viktig knutpunkt för landets vägnät då de flesta vägarna till de större städerna i landet utgår från Kiev. Europavägarna E40, E95 och E373 passerar Kiev.
Kievs tunnelbana har 52 stationer och transporterade 2016 drygt 484,5 miljoner passagerare.

## Sport
- FK Arsenal Kiev
- FK Dynamo Kiev